# Mircea Rusu (actor)
Mircea Rusu (n. 28 iunie 1954, Săcele, Brașov, România) este un actor român de film, radio, teatru, televiziune și voce. A absolvit Institutul de Artă Teatrală și Cinematografică din București în anul 1986, la clasa profesorului universitar Ion Cojar.

## Teatru

### Teatrul Tineretului Piatra Neamț  (1986-1990)
- Troilus - „Troilus și Cresida" de William Shakespeare, regia Ștefan Iordănescu, 1987
- Rudy - "Patima roșie" de Mihail Sorbu, regia Nicolae Scarlat, 1986
- Pepelea - "Sânziana și Pepelea" de Vasile Alecsandri, regia Andrei Mihalache, 1986

### Teatrul Național Arad
- Nae Girimea - „D`ale carnavalului" de I.L. Caragiale, regia Ștefan Iordănescu, 1987

### Teatrul Tony Bulandra, Târgoviște
- Eduard Damson - „Darul Gorgonei" de Peter Shaffer, regia Victor Ioan Frunză, 2005

### Teatrul Levant, București
- Axel - „Pelicanul" de August Strindberg, regia Cătălina Buzoianu, 1995

### Teatrul Metropolis, București
- "Love Stories" de Radu F. Alexandru, regia Claudiu Goga, 2011
- Satin -"Azilul de noapte" de Maxim Gorki, regia Mircea Marin, 2008
- 5 personaje - „Teatrul descompus" de Matei Vișniec, regia Cătălina Buzoianu, 1994

### Teatrul Bulandra, București
- Camus - „Le premier homme", regia Cătălina Buzoianu, spectacol în limba franceză, proiect UNESCO 2004, Sinaia
- Davud - „Colonelul Pasăre", regia Alexandru Dabija, 2002
- Laertes - „Hamlet" de William Shakespeare, regia Liviu Ciulei, 1998
- Richard - „Totul în grădină" de Edward Albee, cu Marcela Motoc, 1996

### Teatrul Evreiesc de Stat, București
- Hoke Coleburn - "Driving Miss Daisy" de Alfred Uhry, regia Claudiu Goga, 2009
- Franz - „Jocul regilor" de Pavel Kohout, regia Felix Alexa, 2008

### Teatrul Național București
- Richard - "Amantul" de Harold Pinter - din spectacolul coupe "Doi x Doi", regia Vlad Stănescu, 2012
- Ștefan Tipătescu - "Scrisoarea" după O scrisoare pierdută de I.L. Caragiale, regia Horațiu Mălăele, 2012
- Alfred Miller - "Vizita bătrânei doamne" de Friedrich Dürrenmatt, regia Alexander Morfov, 2011
- Banquo, Un doctor scoțian - "Macbeth" de William Shakespeare, regia Radu Penciulescu, 2011
- Președintele Comitetului - "Avalanșa" de Tuncer Cücenoğlu, regia Radu Afrim, 2010
- Jack - „Dansând pentru zeul păgân" de Brian Friel, regia Lynne Parker (Irlanda), 2006
- Grigori Dekanozov - „Istoria comunismului povestită pentru bolnavii mintal" de Matei Vișniec, regia Florin Fătulescu, 2007
- Șerban Saru-Sinești - „Jocul ielelor" de Camil Petrescu, regia Claudiu Goga, 2007
- Kerjentev - „Gândirea" de Leonid Andreev, regia Felix Alexa, 2005
- Bormenthal - "Inimă de câine" după Mihail Bulgakov, regia Yuri Kordonsky, 2005
- Jupân Dumitrache - „O noapte furtunoasă" de I.L. Caragiale, regia Felix Alexa, 2002
- Verșinin - „Trei surori" de A.P. Cehov, regia Yuri Kordonsky, 2002
- Protasov - „Cadavrul viu" de Lev Tolstoi, regia Gelu Colceag, 2001
- Salvatore Sally Morella - „Dragoste în hala de pește" de Israel Horovitz, regia Ion Cojar, 1999
- Vaska Peppel - „Azilul de noapte" de Maxim Gorki, regia Ion Cojar, 1998
- Kittel - „Ghetto" de Joshua Sobol, regia Victor Ioan Frunză, 1993
- Iașa - „Livada cu vișini" de A.P. Cehov, regia Andrei Șerban, 1992
- Jean - „Domnișoara Iulia" de August Strindberg, regia Ștefan Iordănescu, 1992
- Ralph Clark - „Cine are nevoie de teatru" de Timberlake Wertenbaker, regia Andrei Șerban, 1991
- Sebastian - „Noaptea regilor" de William Shakespeare, regia Andrei Șerban, 1991
- Iason - „Trilogia antică" după Euripide și Seneca, regia Andrei Șerban, 1990

## Televiziune
- Cezar Boboc - „Cu un pas înainte", serial Pro TV, regia Alex Berceanu, Jesus del Cerro, Luis Santa Maria, 2007
- Mircea - „A doua șansă", regia Adrian Sitaru, serial Pro TV, 2006
- Silviu Stamate - „Păcatele Evei", regia Iura Luncașu, serial Pro TV, 2005
- Daniel - „Corps et ames", regia Laurent Carceles, serial M6, 2003
- „Amantul Marii Doamne Dracula" de Fănuș Neagu, regia Constantin Dicu, serial TVR 1, 2003
- „Căsătorie imposibilă" de Alex Ștefănescu, regia Silviu Jicman, serial TVR 1, 2002
- „Detectiv fără voie" de George Arion, regia Silviu Jicman, serial TVR 1, 2001
- Paul - „Jusqu`a ce que la mort nous separe", regia Lionel Epp, TVR 1, 1999
- "Cui îi este frică de Virginia Woolf?" de Edward Albee, regia Olimpia Arghir, TVR 1, 1994
- „Cum vă place?" de William Shekespeare, regia Olimpia Arghir, TVR 1, 1992

## Filmografie
- Dreptate în lanțuri (1984)
- Cale liberă (1987)
- Începutul adevărului (Oglinda) (1994)
- Terente, regele bălților (1995)
- Stare de fapt (1995)
- Punctul zero (1996)
- Prea târziu (1996)
- Șarpele (film TV, 1996)
- Triunghiul morții (1999)
- Față în față (1999)
- Ambasadori, căutăm patrie (2003)
- Păcatele Evei (2005) - Silviu Stamate
- A doua șansă (2006) - Mircea
- Black Sea, regia Andrew Reuland, 2006
- Cu un pas înainte (2007) - Cezar Boboc
- My friend Christi (2008)
- Renovare (2009) - Cătălin, soțul Doinei
- Mănuși Roșii, regia Radu Gabrea, 2010 - Colonel Alexandrescu
- Visul lui Adalbert (2011)
- Iubire elenă (2012)
- Trei zile până la Crăciun (2012)
- Kira Kiralina (2014)